# Schweinskopf al dente (Film)
Schweinskopf al dente ist ein deutscher Kriminalfilm von Ed Herzog aus dem Jahr 2016. Die Literaturverfilmung basiert auf dem gleichnamigen Roman von Rita Falk und ist mit Sebastian Bezzel und Simon Schwarz in den Hauptrollen besetzt. Der Film ist nach Dampfnudelblues (2013) und Winterkartoffelknödel (2014) die dritte deutsche Kriminalkomödie um den Polizisten Franz Eberhofer.
Der deutsche Kinostart war am 11. August 2016. Die TV-Erstausstrahlung erfolgte am 26. Juli 2017 auf Das Erste.

## Handlung
Provinzpolizist Franz Eberhofer hat neben dem Verbrechen auch noch mit Beziehungsproblemen zu
kämpfen. Bei einer Aussprache mit seiner Freundin Susi eröffnet sie ihm, dass sie demnächst zu ihrem Liebhaber Luca nach Italien ziehen werde. Nachdem seine Oma darauf drängt, dass er um seine Susi kämpft, redet er zwar mit ihr, aber da er wie gewohnt jedes diplomatische Feingefühl vermissen lässt, kann er Susi nicht umstimmen. Sie reist ab. Eberhofers Vater und seine Oma planen deshalb eine Expedition in den Süden, um die Schwiegertochter in spe zurückzuholen. Eberhofer erhält jedoch zur gleichen Zeit von seinem Chef Moratschek den Auftrag, für ihn als Leibwächter bereit zu stehen, nachdem er einen abgetrennten Schweinekopf in seinem Bett gefunden hat. Moratschek wähnt sich daher auf der Abschussliste des entflohenen Psychopathen Dr. Küstner; er gerät in Panik, zieht sogar bei Eberhofer ein und verbrüdert sich zu dessen Entsetzen mit seinem kiffenden und Beatles-hörenden Vater. Um die Dinge wieder in Ordnung zu bringen, muss Eberhofer schleunigst den Fall lösen. Von den Kollegen aus Landshut hat er allerdings nicht viel zu erwarten. Die halten Moratscheks Anschuldigungen für Hirngespinste, denn als Eberhofer die KTU anfordert, ist der Schweinekopf verschwunden. Zudem behaupten die Beamten, dass Küstner längst in Portugal untergetaucht sei. Doch damit irren sie. Küstner schleicht durch die Wälder und meuchelt einen Pilzsucher, der ihm dabei in die Quere kommt.
Eberhofer ruft seinen alten Freund Rudi Birkenberger an, damit er ihm hilft. Als dieser hört, dass der Psychopath Küstner ausgebrochen ist, wird er etwas nervös, denn er hatte seinerzeit den Gefangenentransport begleitet und ihm wurde ebenso wie Moratschek von Küstner Rache angedroht. Rudi schlägt vor, Moratschek als „Köder“ vor die Tür zu schicken, was jedoch auf wenig Gegenliebe fällt. Küstner harrt derweil geduldig in einem Wohnmobil, um den richtigen Moment abzupassen. Allerdings ist Eberhofer nie weit weg. Das ändert sich, als er seinen Vater und Moratschek mit einer akuten Alkoholvergiftung ins Krankenhaus bringen muss und sie dort einige Zeit bleiben müssen. Das nutzt Küstner und mischt sich unter das Klinikpersonal, kann aber nichts ausrichten. Eberhofer hat inzwischen herausgefunden, dass Küstner hinter der vermeintlichen Alkoholvergiftung steckt, weil in den Rotweinflaschen, deren Inhalt die beiden konsumiert hatten, Gift enthalten war.
Wieder aus dem Krankenhaus entlassen, verschanzt sich Moratschek weiter bei den Eberhofers. Als Rudi herausfindet, dass Küstner mit einem gestohlenen Wohnmobil unterwegs ist, aber ein Anruf bei Eberhofers Kollegen in Landshut wegen einer Fahndung dort ignoriert wird, hat er einen neuen Plan. Er ruft nochmals an und gibt vor, in einem Wohnmobil entführt worden zu sein. Zur Beschreibung seines Entführers gibt er die Maße und das Aussehen von Küstner an. Barschl setzt sofort seine gesamte Mannschaft ein, um das Wohnmobil zu finden. Küstner bemerkt an einer Straßensperre, dass er von der Polizei gejagt wird, und setzt das Wohnmobil kurzerhand in Brand. Zuvor hatte er die Leiche des Pilzsammlers hinter das Steuer gesetzt und so geht die Landshuter Polizei davon aus, dass sie Küstner „gefasst“ haben. Eberhofer zweifelt allerdings, weil man eine verkohlte Leiche schlecht identifizieren kann. Bis sie darüber Gewissheit haben, unternimmt Eberhofer zusammen mit Moratschek, seinem Vater und Oma eine Italienreise, um Susi zurückzuholen. Ohne dass Eberhofer es weiß, reisen ihm auch seine Freunde Flötzinger und Simmerl nach, sodass alle in Italien eine flotte Party feiern. Susi zeigt sich zunächst nicht übermäßig überrascht, als Franz plötzlich vor ihr steht. Als Luca ihn dann jedoch zu beleidigen beginnt, ergreift sie Partei für Franz und sie versöhnen sich. Von Rudi bekommt Eberhofer die Nachricht, dass es sich bei dem Toten im Wohnmobil nicht um Küstner handele und dass Moratschek weiterhin in Gefahr sei.
Küstner macht sich inzwischen an Moratscheks Frau heran. Er bringt sie dazu, ihren Mann anzurufen, damit er zu ihr kommt. Dieser Plan geht auf und Moratschek geht Küstner in die Falle. In seinem eigenen Haus mit Kabelbindern gefesselt muss Moratschek mit ansehen, wie sich Küstner an seinem Erfolg weidet. Doch Rettung naht. Eberhofer fährt mit Flötzingers Wagen nach Deutschland zurück, wo Rudi schon vor dem Haus der Moratscheks wartet. Sie fangen Moratscheks Frau beim Geldabheben ab und weihen sie in ihren Plan ein. Sie soll Pizza bestellen, damit Eberhofer den Pizzaboten abfangen und Rudi das Essen mit K.-o.-Tropfen versetzen kann. Doch Küstner ist clever. Er überrascht die beiden in ihrem Auto und spielt mit ihnen Russisches Roulette. Zum Glück kann Rudi Küstner rechtzeitig dazu bringen, ein mit K.-o.-Tropfen versetztes Stück Pizza zu essen, was Küstner außer Gefecht setzt. Nachdem sie Küstner den Landshuter Kollegen übergeben und vorher noch einige peinliche Fotos von ihm gemacht haben, fährt Eberhofer zurück nach Italien. Als Susi hört, dass ihr Franz seinem Chef das Leben gerettet hat, ist sie schwer beeindruckt und sich sicher, dass Franz doch der Richtige für sie ist.

## Hintergrund
Die Verwirklichung eines dritten Films um den Polizisten Franz Eberhofer wurde im April 2015 vom Filmstudio Constantin Film bekannt gegeben.
Die Dreharbeiten fanden im Sommer 2015 in Bayern unter anderem im Schloss Höhenried, im Krankenhaus Dingolfing, vor dem Polizeipräsidium Landshut und in der Marktgemeinde Frontenhausen statt. Zusätzliche Szenen wurden auch am Gardasee gedreht.
Nach seiner Premiere am 3. August 2016 kam der Film am 11. August 2016 in die bayerischen und österreichischen Kinos.

## Kritik
In der Kritik im Filmdienst heißt es: „Ein Krimi, in dem nahezu alle Figuren zu Klischees gerinnen und sich eine Klamauk-Episode an die nächste reiht. Einzig der Hauptdarsteller überzeugt durch sein zurückgenommenes Spiel.“
Rainer Tittelbach von tittelbach.tv meinte: „Bezzel festigt als trockenhumoriger, angenehm leiser Held ein weiteres Mal sein grundentspanntes Rollenprofil. Auch Bloébs Psychopath hat seine Momente.“ Ansonsten hat der Kritiker „Nichts gegen Klamauk, aber der Rabatz ist zu viel und die schwache Dramaturgie tödlich.“
Filmstarts.de kam zu dem Urteil: „So positiv in ‚Schweinskopf al dente‘ der Bösewicht heraussticht, so nichtssagend und verwässernd sind die zahlreichen anderen Erzählstränge, die dem dritten Teil einen Großteil seiner Dynamik rauben: Franz Eberhofer, den Sebastian Bezzel […] hier einmal mehr mit einer ordentlichen Portion trockenem Humor verkörpert,“ ragt dagegen ein wenig hervor. Allerdings sind „die Momente zwischen Eberhofer und seinem Chef […] vollgepackt mit albernem Slapstick und billigem Klamauk […], aber immerhin haben sie tatsächlich einen Einfluss auf den Ausgang der Geschichte.“ „Die Liebesprobleme zwischen Franz und seiner Susi werden indes so beiläufig abgehandelt, dass man sie auch ruhig ganz hätte streichen können. Dann wäre vielleicht auch insgesamt etwas mehr Schwung in den müden Kinokrimi gekommen.“
Auch die Süddeutsche Zeitung kritisiert in ihrer Rezension, dass „die Turbulenzen um einen psychopathischen Killer, welche Dorfpolizist Eberhofer (Sebastian Bezzel) diesmal zu bewältigen“ habe, vom Regisseur Ed Herzog als eine „Parade klamaukiger Bayernklischees“ präsentiert werde. Der originelle Charme von Dampfnudelblues, der ersten Verfilmung der Eberhofer-Reihe, habe sich in dieser Verfilmung verflüchtigt.

## Trivia
Rudi Birkenberger nennt Nieswurz als die Pflanze, mit deren Gift Moratschek und Eberhofers Vater vergiftet wurden. „Botanisch: Veratrum“, ergänzt er. Das ist ungenau: mit dem Namen Nieswurz werden sowohl Helleborus (dt. Christrose) als auch einige Arten der Gattung Veratrum (dt. Germer) bezeichnet. Giftig sind beide; welche verwendet wurde, bleibt im Film offen. In der Romanvorlage identifiziert Pathologe Günter die Pflanze als „Weißer Germer, auch unter dem Namen Nieswurz oder Lauskraut bekannt.“ Die Pflanzen, aus denen Küstner in dem Wohnmobil offenbar Gift destilliert, sind hingegen Orchideen der Gattung Dendrobium.